# Talcaggio
Il talcaggio è una procedura chirurgica consistente nell'introduzione, a scopo palliativo e per via toracoscopica, di talco sterile tra i foglietti pleurici soggetti a versamento recidivante.